# Evidenzzentrale
Die Evidenzzentrale ist die Erfassungsstelle der Deutschen Bundesbank, bei der Kredit- und Finanzdienstleistungsinstitute sowie Finanzunternehmen vierteljährlich nach Art. 394 Kapitaladäquanzverordnung Großkredite und gemäß § 14 KWG Millionenkredite als Teil ihres Meldewesens melden müssen.
Im Gegenzug erhalten die Kreditinstitute von der Bundesbank Rückmeldedateien, auf denen die Gesamtinanspruchnahme der Kreditnehmer bzw. Kreditnehmereinheiten bei allen deutschen Banken (soweit es sich um Millionenkredite handelt) sowie deren Auslandstöchtern angegeben ist.
Primärziel des vierteljährlichen Meldewesens ist eine aktuelle Information der Kreditgeber über den Verschuldungsstand der Kreditnehmer. Darüber hinaus ermöglichen die vierteljährlichen Meldungen der Bankenaufsicht insbesondere bei Finanzkrisen einen unverzichtbaren Einblick in die aktuellen Kreditrisiken der Banken.
Zur eindeutigen Zuordnung der Kreditnehmer erteilt die Bundesbank eindeutige Kreditnehmernummern und Kreditnehmereinheitsnummern, unter denen die Evidenzmeldung erfolgt.
Sofern mehrere juristische oder natürliche Personen eine Kreditnehmereinheit darstellen, erfolgt nicht nur eine Rückmeldung für die jeweilige natürliche oder juristische Person, sondern auch für die Gruppe.
Transaktionen, die über die GeldKarte abgewickelt wurden, werden für einige Jahre bei der Evidenzzentrale gespeichert.